# Ронеельвен
Ронеельвен  (швед. Råneälven, фін. Raunajoki) — річка на півночі Швеції. Довжина — 210 км, площа басейну — 4207,3 км². Бере початок у районі озера Раднеяуре (інша назва — Ронетреск, швед. Radnejaure або Råneträsk).  Тече з північного заходу на південний схід. Впадає у Ботнічну затоку Балтійського моря. У 2 км від гирла річки лежить селище Ронео.   